# Церква Покрова Пресвятої Богородиці (Трьохізбенка)
Церква Покрова Пресвятої Богородиці — церква у Трьохізбенці, яка розташовувався на однойменній вулиці селища міського типу вулиці Артема

## Історія церкви
Історія Свято-Покровського храму села Трьохізбенка тісно пов'язана з історією заснування і розвитку села.
Необхідність захисту південного кордону Росії змусила уряд на землях по річці Сіверський Донець поставити прикордонні пости. В ці землі з села Нижнє Салтове Білгородської губернії були перевезені "служильні люди". Вони зобов'язані були нести прикордонну службу на новозбудованій Українській оборонній линії.
В 1715 р. "служильні люди" на місці першого прикордонного городка (від слова "городити", "огорожувати") заснували село, залишивши стару назву - Трьохізбенка. Прикордонники були православними людьми. В першій половині XVIII ст. вони збудували дерев'яну церкву для богослужінь. Але ріка Донець підмивала огорожу села, а потім підмила і церкву, тому мешканці в 1765 р. заснували новий городок і перейшли на білш підвищене місце під гору.
На нове місце була перевезена і дерев'яна церква на честь ікони Казанської Божої Матері. Але з часом церква занепала.
В 1895 р. в слободі Трьохізбенка Старобільського повіту Харківської губернії розпочалось будівництво цегляного храму. Все населення слободи "від мала до велика" допомагало будувати храм. Будували 12 років.
Освячення Свято-Покровського храму відбулось 15 жовтня 1907 р. при священнику отці Нікіфорі Оршевському.
Освячення приделів храма во ім'я Святого пророка Ілії відбулось 26 і 27 листопада 1912 р. В Свято-Покровському храмі 27 років служили отець Нікіфор Оршевський і отец Микола. В 30-ті рр. XX ст. вони були репресовані.
В середини 1920-х рр. будівлю храму зайняла "оновленчеська" нечисельна громада, яку не підтримало населення Трьохізбенки. В 1935 р. Свято-Покровський храм закривають, знімають дзвони і везуть їх на переплавлення на Алчевський металургійний завод. Під час переправи на поромі через Донець дзвони затонули. Після закриття в 1935 р. храм використовували під сільський клуб. Але віруюча молодь Трьохізбенки не відвідувала його. Активісти-комсомольці пригадували, що в будівлі храму вони відчували себе незатишно. Тут було тривожно. Одного разу, під час танців, вони почули гучний жіночий галас, в жаху всі втекли з храму, молодь вирішила, що це був галас Богородиці. Під час демонстрації фільмів в храмі зникав звук.
З розповідей старожилів села відомо, що після побудови дерев'яної церкви, в Свято-Покровському храмі було влаштовано зерносховище колгоспів "Олексієва" і "Шлях Серго".
В вересні 1943 р. після визволення Слов'яносербщини від німецько-фашистських загарбників в храмі відновлено богослужіння. Благочинний Ворошиловградського округу призначив на прихід священника отця Іоана Ткачева.
Отця Іоана змінив отець Андрій Бойко, який тривалий час служив в храмі, дуже багато зробив для його розвитку.
Наприкінці 1950-х рр. церковна громада за несплату податків в розмірі 24 тис. рублів була на межі розпаду. В 1959 р. завдяки зусиллям настоятеля і пожертввам вірян борг вдалося погасити.
В наступні роки в храмі служили: отець Василь Сомик, отець Петро Деркач, ієромонах Сергій (Беденко) та ін. Дуже багато зробив для зміцнення і розвитку церкви отець Іаков Лобов.
В 1980-х рр. купили в Воронежі і встановили 4 дзвони, збудували сторожку і хрестильню.
Багато сил віддали розвитку храму його прихожани: старости - Захарова Галина Семенівна, Щеголеватий Савелій Іванович, Дуліна Ганна Іванівна, регент церковного хору - Салманов Савелій Климович, Чернова Параскева Григорівна, Довженко Марія Григорівна.
З 1994 по 2001 р. настоятелем Свято-Покровського храму був отець Олександр Перепелиця. В 2001 р. призначено на служіння в храм два священослужителя - отець Олександр Міхеєв і отець Владислав Фоменко, в тому ж році була організована недільна школа під керівництвом Михеєвої Віри Вікторівни. Під час занять в школі діти вивчають Закон Божий, історію церкви, готують вітання до свят в храмі для прихожан і священників, беруть участь в богослужіннях, хресних ходах, роблять паломництва до Києво-Печерської Лаври, Старобільський монастир, Святогорску лавру, Кисельову Балку, в місто Луганськ, до чудодійних ікон і святим мощам.
При школі діють гуртки вишивки і кулінарії. В 2006 р. відбувся перший випуск недільної школи. Зараз гуртком вишивки керує Наталія Олександрівна Міхеєва. Учні гуртка вишивають золотими і срібними нитями, канителлю, бісером, дорогоцінним камінням. Роботи учнів відзначено дипломами, про них написано статті в журналах. Вишиті їх руками хоругви, покрівці, закладки для Євангелія, речі церковного вбрання демонструються на виставках в Москві, Києві, Донецьку, Санкт-Петербурзі і отримали чудові відгуки.
З 2002 р. в храме служить один священник - протоієрей Олександр Міхеєв.
В 2012 р. на церковному дворі обладнаний дитячий майданчик.
В 2013 р. встановлено нову огорожу і ворота
В Зимку с 2014 р на 2015 рік церква була піддана масованим обстрілам з боку так званої ЛНР.